# Parada de Outeiro
Parada de Outeiro (llamada oficialmente Santa María de Parada de Outeiro) es una parroquia y un lugar del municipio español de Villar de Santos, en la provincia de Orense, Galicia.

## Organización territorial
La parroquia está formada por once entidades de población, constando diez de ellas en el nomenclátor del Instituto Nacional de Estadística español:
- A Ponte
- A Venda
- Bréixome de Abaixo
- Bréixome de Arriba
- Castelaus
- Laioso
- O Mosqueiro
- Outeiro
- O Vieiro
- Parada (Parada de Outeiro)
- Toxediño

## Demografía

### Parroquia
| Gráfica de evolución demográfica de Parada de Outeiro (parroquia) entre 2000 y 2023 |
|                                                                                     |
| Datos según el nomenclátor publicado por el INE.                                    |

### Lugar
| Gráfica de evolución demográfica de Parada (lugar) entre 2000 y 2023 |
|                                                                      |
| Datos según el nomenclátor publicado por el INE.                     |